# Raïssa Moussina
Pour les articles homonymes, voir Moussina.
Raïssa Aleksandrovna Moussina (en russe : Раиса Александровна Мусина), née le 31 mars 1998 à Moscou, en Russie, est une joueuse russe de basket-ball.

## Biographie
Formée au Spartak région de Moscou, elle participe à l'Eurocoupe 2015 puis 2016. En 2016, alors qu'elle n'a que 18 ans, elle inscrit 13 points au match aller face à Bourges, les Françaises se qualifiant cependant pour les demi-finales.
elle est en 2016-2017 dans le championnat polonais avec CCC Polkowice qui se classe à la troisième place du championnat.
En 2017-2018, elle est membre de l'équipe d'UMMC Iekaterinbourg qui remporte l'Euroligue 2018.
Elle est choisie au second tour de la draft WNBA 2018 (21e choix)par le Mercury de Phoenix.
Le directeur du club d'Iekaterinbourg Maxim Ryabkov remarque que le Mercury a fait un choix éclairé, l'entraîneuse Sandy Brondello étant familière du club. Moussina était en début de saison coéquipière de Diana Taurasi puis l'a été avec Brittney Griner.

### Équipe nationale
Dès 2013, elle participe au championnat d'Europe U16 avec 11,8 points, 8,6 rebonds et 0,4 passe décisive, puis de nouveau en 2014 avec 14,6 points, 7,4 rebonds et 2,3 passes décisives. En 2014, elle est membre du meilleur cinq du tournoi (dont sa compatriote Maria Vadeïeva est nommée MVP avec 17,9 points et 16,2 rebonds) : elle inscrit 20 points ou plus à trois reprises, deux lors des deux rencontres face à l'Espagne.
En 2015, elle participe au championnat d'Europe U18 avec 15,9 points, 12,7 rebonds et 1,9 passe décisive, puis au championnat du monde U19 avec 13,0 points, 9,7 rebonds et 1,7 passe décisive.  
En 2016, elle participe de nouveau au championnat d'Europe U18 avec 18,0 points, 15,5 rebonds et 1,5 passe décisive, puis au championnat d'Europe U20 avec 18,3 points, 12,6 rebonds et 1,3 passe décisive.    
En 2017, elle domine au championnat du monde des moins de 19 ans avec 16,7 points, 12,7 rebonds et 4,4 passes décisives, puis accède à 19 ans à l'équipe senior en jouant un rôle mineur lors des qualifications puis lors du championnat d'Europe 2017. Puis son rôle s'accroît lors des qualifications de l'Euro 2019 avec 11,2 points, 6,0 rebonds et 1,8 passe décisive.

## Palmarès
Équipe nationale
- Médaille d'or Championnat du monde de basket-ball féminin des 19 ans et moins 2017[7]
- Médaille d'argent Championnat du monde de basket-ball féminin des 19 ans et moins 2015[9]
- Médaille d'or Championnat d'Europe de basket-ball féminin des 16 ans et moins 2014[9]
- Médaille de bronze Championnat d'Europe de basket-ball féminin des 18 ans et moins 2015[9]
- Médaille de bronze  Championnat d'Europe de basket-ball féminin des 18 ans et moins 2016[7]

En club
- Vainqueur de l'Euroligue 2018[4]